# عارف عواد الهلال
عارف عواد باير الهلال ويشتهر عارف عواد الهلال (مواليد 1958 في حوارة، محافظة إربد، الأردن) هو كاتب أردني.

## حياته
نشأ في أسرة بدوية، وتلقى تعليمه الأساسي والإعدادي في مدارس بلدة حوارة في محافظة إربد، ثم التحق بالقوات المسلحة الأردنية عام 1975 وحتى عام 1993.

## مؤلفاته
- «الإلُّ والآل» (ديوان)، 2008
- «أعراف البادية»، 2010[3]
- «حزوم التلال» (ديوان)، 2011
- «القبة الحمراء» (رواية)، 2011[4]
- «أمواج السنابل» (رواية)، 2013[5]
- «الكميت والغراء» (رواية)، 2015[6]
- «الأباهر والخوافي في العروض والقوافي»، 2015[7]
- «رعاف الجبال» (ديوان)، 2016[8]
- «بين الرواق والحجال»، 2017[9]
- «الوسم عند القبائل الأردنية»، 2018[10]